# Lachaisea africana
Lachaisea africana är en stekelart som först beskrevs av Wiebes 1971.  Lachaisea africana ingår i släktet Lachaisea och familjen fikonsteklar. Inga underarter finns listade i Catalogue of Life.